# Seminara
Seminara este o comună în provinia Reggio Calabria în regiunea italiană Calabria, aflată la o distanță de 90 km sud-vest de Catanzaro și la 30 km nord-est de Reggio Calabria.
Seminara se învecinează cu următoarele comune: Bagnara Calabra, Gioia Tauro, Melicuccà, Oppido Mamertina, Palmi, Rizziconi, San Procopio.
Bătălia de la Seminara din timpul Primul război italian a avut loc în apropierea orașului în 1495, unde s-au confruntat trupele franceze conduse de Bernard Stuart și cele aliate napolitane și spaniole în fruntea cărora se găseau Gonzalo Fernández de Córdoba și Ferdinand al II-lea de Neapole.

## Demografie
Seminara - evoluția demografică

|  | Graficele sunt indisponibile din cauza unor probleme tehnice. Mai multe informații se găsesc la Phabricator și la wiki-ul MediaWiki. |

Date: Recensăminte sau birourile de statistică - grafică realizată de Wikipedia